# 胡姆斯
胡姆斯 (英語：Khomsor 或 Al Khums，羅馬化：Al Khums)是利比亚西北部的一座沿地中海城市，位于的黎波里和米蘇拉塔之间，2009年大约有202,000人。